# Genocidio de pueblos indígenas en Paraguay

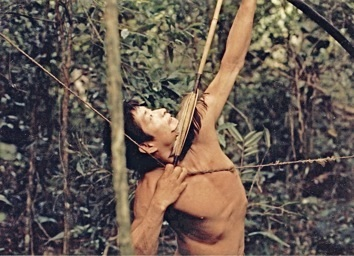
El 85 % de la tribu aché fue asesinada durante la dictadura de Stroessner.

Hay 17 tribus indígenas en Paraguay y la mayoría tiene sus territorios en la región del Chaco. Las tribus de esta región incluyen a los guaraníes, ayoreo, toba-maskoy, aché y sanapanás que, según el censo de 2002, suman aproximadamente 86 000, alrededor del 2 % de la población total de ese entonces. 
Estos pueblos han enfrentado persecución, particularmente bajo la dictadura de Alfredo Stroessner (1956-1989), que ha sido calificada de genocidio.

## Historia

### Represión bajo la dictadura de Alfredo Stroessner
Entre 1956 y 1989, mientras Paraguay estuvo bajo la dictadura militar del general Alfredo Stroessner, a la población indígena se le arrebató más territorio que en cualquier otro período de la historia del país y fue sometida a abusos sistemáticos de sus derechos humanos. En 1971, Mark Münzel, un antropólogo alemán, acusó a Stroessner de intento de genocidio contra los pueblos indígenas de Paraguayy Bartomeu Melià, un antropólogo jesuita afirmó que los traslados forzosos de los pueblos indígenas eran etnocidio. A principios de la década de 1970, grupos internacionales acusaron al régimen de Stroessner de ser cómplice de genocidio. A pesar de esto, las tribus indígenas se organizaron políticamente y tuvieron un papel importante en lograr el fin de la dictadura militar y la eventual transición a la democracia. El Estado financió estas acciones represivas con ayuda del gobierno de Estados Unidos, cuyo presupuesto para Paraguay fue de 146 millones de dólares entre 1962 y 1975.

#### Destrucción de la tribu Ache
Durante las décadas de 1960 y 1970, el 85% de la tribu Aché murió, y muchos fueron asesinados a machetazos para dejar espacio a la industria maderera, la minería, la agricultura y los ganaderos. Existen estimaciones de hasta 900 muertes. Según Jérémie Gilbert, la situación en Paraguay hace difícil aportar las pruebas necesarias para demostrar una «intención específica» en apoyo de una afirmación de que genocidio. Los aché, cuyo grupo cultural ahora se considera extinto, fueron víctimas del desarrollo del Estado, que había promovido la exploración del territorio aché por parte de empresas transnacionales en busca de recursos naturales. Gilbert concluye que, aunque se había producido una destrucción planificada y voluntaria, el Estado argumentó que no hubo intención de destruir a los aché, ya que lo sucedido se con vistas al desarrollo.

## Evaluación de la persecución como genocidio
La acusación de genocidio cometido por el Estado fue presentada ante la Comisión Interamericana de Derechos Humanos, que tiene competencia sobre las acusaciones de genocidio perpetrado por un Estado. La comisión dictaminó provisionalmente que Paraguay no había llevado a cabo un genocidio, pero afirmó que le preocupaban «posibles abusos por parte de privados en zonas remotas del territorio de Paraguay».
Finalmente, el Informe Whitaker de las Naciones Unidas enumeró la persecución de los aché como un ejemplo de genocidio.
Que haya ocurrido o no genocidio en este caso depende de la definición de genocidio que se utilice. Si utilizamos la definición de Raphael Lemkin, quien acuñó el término, entonces hubo genocidios de pueblos indígenas en Paraguay. La definición actual de la Convención para la Prevención y la Sanción del Delito de Genocidio no incluye a los grupos políticos en su definición de genocidio.